# Gelöbnis treuester Gefolgschaft

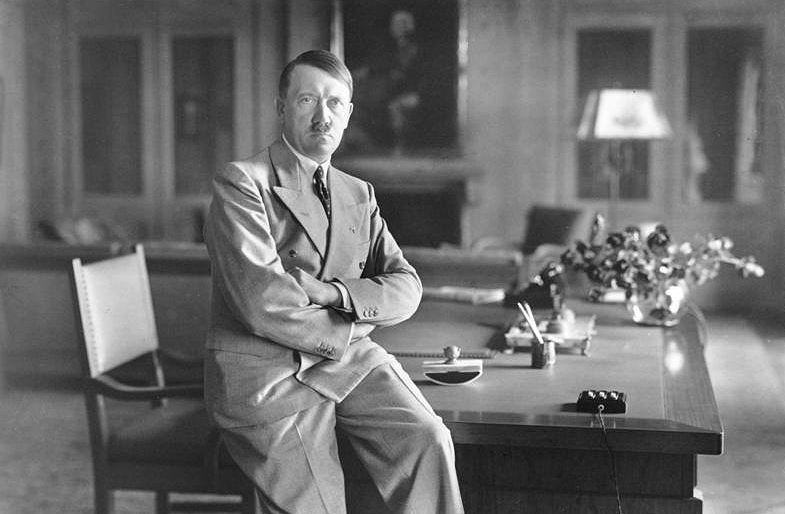
Adolf Hitler in 1933

De Gelöbnis treuester Gefolgschaft (Gelofte van opperste trouw) was een gelofte van trouw aan Adolf Hitler, die op 26 oktober 1933 werd afgelegd door 88 Duitse schrijvers en dichters, die werd gepubliceerd in het Berlijnse dagblad Vossische Zeitung en werd gepropageerd door de Pruisische Academie voor de Kunsten. De verklaring volgde op de eerder die maand door de nationaalsocialistische regering uitgevaardigde Schriftleitergesetz, die de gelijkschakeling van Duitse auteurs met het nationaalsocialisme zocht te bewerkstelligen.

## Tekst
De tekst van de gelofte luidt:
Friede, Arbeit, Freiheit und Ehre sind die heiligsten Güter jeder Nation und die Voraussetzung eines aufrichtigen Zusammenlebens der Völker untereinander. Das Bewußtsein der Kraft und der wiedergewonnenen Einigkeit, unser aufrichtiger Wille, dem inneren und äußeren Frieden vorbehaltlos zu dienen, die tiefe Überzeugung von unseren Aufgaben zum Wiederaufbau des Reiches und unsre Entschlossenheit, nichts zu tun, was nicht mit unsrer und des Vaterlandes Ehre vereinbar ist, veranlassen uns, in dieser ernsten Stunde vor Ihnen, Herr Reichskanzler, das Gelöbnis treuester Gefolgschaft feierlichst abzulegen.
Dat is, in Nederlandse vertaling:
Vrede, arbeid, vrijheid en eer zijn de heiligste goederen van iedere natie en de voorwaarde voor een oprecht samenleven van de volkeren onder elkaar. Het besef van de kracht en van de herwonnen eendracht, onze oprechte wil om zowel de binnenlandse als internationale vrede onvoorwaardelijk te dienen, onze diepe overtuiging van onze opdracht de wederopbouw van ons rijk te dienen, en onze vastbeslotenheid niets te doen wat niet verenigbaar is met onze eer en die van het vaderland, brengen ons er op dit ernstig uur toe voor u, heer rijkskanselier, op plechtige wijze de gelofte van opperste trouw af te leggen.

## Ondertekenaars
1. Friedrich Arenhövel (1886–1954)
2. Gottfried Benn (1886–1956)
3. Werner Beumelburg (1899–1963)
4. Rudolf G. Binding (1867–1938)
5. Walter Bloem (1868–1951)
6. Hans Friedrich Blunck (1888–1961)
7. Max Karl Böttcher (1881–1963)
8. Rolf Brandt (1886–1953)
9. Arnolt Bronnen (1895–1959)
10. Otto Brües (1897–1967)
11. Alfred Brust (1891–1934)
12. Carl Bulcke (1875–1936)
13. Hermann Claudius (1878–1980)
14. Hans Martin Cremer (1890–1953)
15. Marie Diers (1867–1949)
16. Peter Dörfler (1878–1955)
17. Max Dreyer (1862–1946)
18. Franz Dülberg (1873–1934)
19. Ferdinand Eckardt (1902–1995)
20. Richard Euringer (1891–1953)
21. Ludwig Finckh (1876–1964)
22. Otto Flake (1880–1963)
23. Hans Franck (1879–1964)
24. Gustav Frenssen (1863–1945)
25. Heinrich von Gleichen (1882–1959)
26. [Alexander?] von Gleichen-Rußwurm [1865–1947]
27. Friedrich Griese (1890–1975)
28. Max Grube (1854–1934)
29. Johannes von Guenther (1886–1973)
30. Carl Haensel (1889–1968)
31. Max Halbe (1865–1944)
32. Ilse Hamel (1874–1943)
33. Agnes Harder (1864–1939)
34. Karl Heinl (1898–1961)
35. Hans Ludwig Held (1885–1954)
36. Friedrich W. Herzog (1902–1976)
37. Rudolf Herzog (1869–1943)
38. Paul Oskar Höcker (1865–1944)
39. Rudolf Huch (1862–1943)
40. Hans von Hülsen (1890–1968)
41. Bruno Herbert Jahn (1893-na 1943)
42. Hanns Johst (1890–1978)
43. Max Jungnickel (1890–1945)
44. Hans Knudsen (1886–1971)
45. Ruth Köhler-Irrgang (1900–19XX)
46. Gustav Kohne (1871–1961)
47. Carl Lange (1885–1959)
48. Johannes von Leers (1902–1965)
49. Heinrich Lersch (1889–1936)
50. Heinrich Lilienfein (1879–1952)
51. Oskar Loerke (1884–1941)
52. Gerhard Menzel (1894–1966)
53. Herybert Menzel (1906–1945)
54. Alfred Richard Meyer, alias „Munkepunke“ (1892–1956)
55. Agnes Miegel (1879–1964)
56. Walter von Molo (1880–1958)
57. Georg Mühlen-Schulte (1882–1981)
58. Fritz Müller-Partenkirchen (1875–1942)
59. Börries Freiherr von Münchhausen (1874–1945)
60. Eckart von Naso (1888–1976)
61. Helene von Nostitz-Wallwitz (1878–1944)
62. Josef Ponten (1883–1940)
63. Rudolf Presber (1868–1935)
64. Arthur Rehbein (1867–1952)
65. Ilse Reicke (1893–1989)
66. Johannes Richter (1889–1941)
67. Franz Schauwecker (1890–1964)
68. Johannes Schlaf (1862–1941)
69. Anton Schnack (1892–1973)
70. Friedrich Schnack (1888–1977)
71. Richard Schneider-Edenkoben (1899–1986?)
72. Wilhelm von Scholz (1874–1969)
73. Lothar Schreyer (1886–1966)
74. Gustav Schröer (1876–1949)
75. Wilhelm Schussen (1874–1956)
76. Ina Seidel (1885–1974)
77. Willy Seidel (1887–1934)
78. Heinrich Sohnrey (1859–1948)
79. Diedrich Speckmann (1872–1938)
80. Heinz Steguweit (1897–1964)
81. Lulu von Strauß und Torney (1873–1956)
82. Eduard Stucken (1865–1936)
83. Will Vesper (1882–1962)
84. Josef Magnus Wehner (1891–1973)
85. Leo Weismantel (1888–1964)
86. Bruno E. Werner (1896–1964)
87. Heinrich Zerkaulen (1892–1954)
88. Hans-Caspar von Zobeltitz (1883–1940)

## Gevolgen
Onder de niet-ondertekenaars waren er enkelen die er bezwaar tegen aantekenden niet gevraagd te zijn de gelofte mede te ondertekenen. Ook waren er schrijvers - als Thomas Mann - die ernstig bezwaar aantekenden tegen de gelofte als zodanig. Niet veel later werd deze gelofte van schrijvers gevolgd door een vergelijkbare Bekenntnis der deutschen Professoren zu Adolf Hitler.